# Chrystian Breslauer

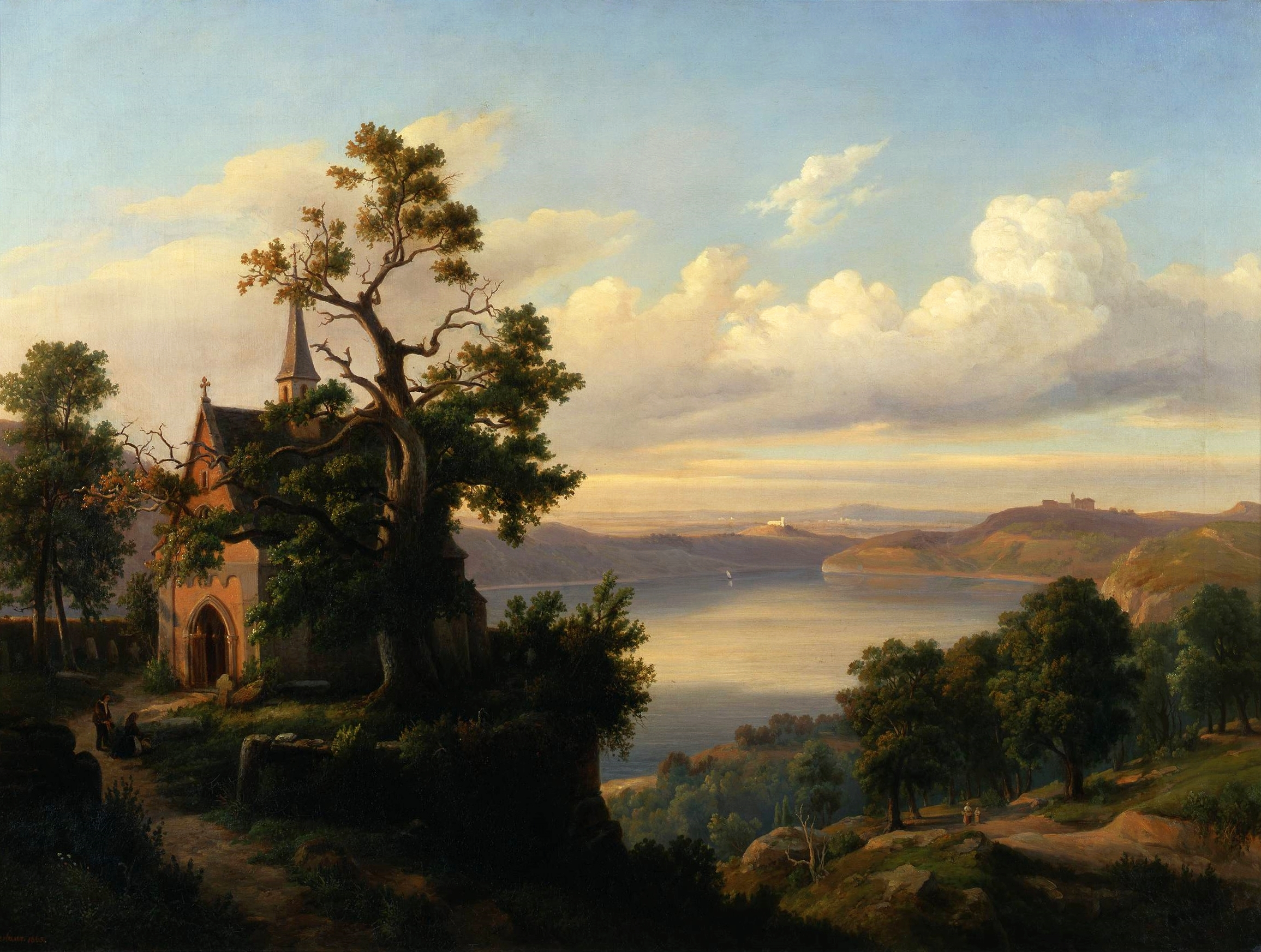
Chrystian Breslauer, Krajobraz z jeziorem i kościołem gotyckim (1863)

Chrystian Breslauer (ur. 12 stycznia 1802 w Warszawie, zm. 10 sierpnia 1882 tamże) – polski malarz pejzażysta, nauczyciel malarstwa.

## Życiorys
Chrystian Breslauer naukę rysunku rozpoczął w warszawskiej szkole pijarów. W 1820 wyjechał do Berlina gdzie studiował w tamtejszej Akademii Sztuk Pięknych. W 1829 odwiedził Drezno i Paryż. Na dłużej osiadł w Düsseldorfie, gdzie do 1836 kontynuował studia w tamtejszej Akademii. Był uczniem wybitnego pejzażysty Johanna Wilhelma Schirmera, przyjaźnił się z Andreasem Achenbachem i Karlem Friedrichem Lessingiem. W tym czasie wystawiał swoje obrazy w Berlinie, Düsseldorfie i we Frankfurcie nad Menem. Po studiach podróżował – w 1836 do Finlandii, Norwegii, Szwecji, Tyrolu i Włoch. W 1839 ponownie wyjechał do Norwegii w towarzystwie Achenbacha i norweskiego malarza Thomasa Fearnleya (był tam także w 1845). Poza okresami podróży przebywał głównie w Düsseldorfie. Pracował także dla króla Prus Fryderyka Wilhelma IV, malując obrazy do wnętrz zamku Stolzenfels nad Renem. Brał udział w wystawach w Warszawie – w 1841 uzyskując złoty medal za Młyn z okolic Weilburga, a w 1845 mały złoty medal za Zachód słońca oraz rządowe stypendium na studia we Włoszech, gdzie był w latach 1846–1848, odwiedzając, między innymi Florencję, Neapol, Palermo i Rzym. Później osiadł na stałe w Warszawie, gdzie w 1848 został nauczycielem „rysunku pejzażu” w Szkole Sztuk Pięknych, a w 1856 uzyskał nominację na starszego nauczyciela między innymi Wojciecha Gersona, Franciszka Kostrzewskiego, Władysława Maleckiego i Józefa Szermentowskiego. Wprowadził studia plenerowe, wyjeżdżając ze studentami, między innymi do Ojcowa i na Litwę. Jeszcze kilkakrotnie jeździł do Finlandii, Norwegii i do Włoch.

## Twórczość
Jego pejzaże są romantyczne w nastroju, pozbawione sztafażu, starannie malowane. Mimo wyraźnej tendencji do idealizacji natury, był propagatorem studiów plenerowych. Tworzył pod wyraźnym wpływem szkoły düsseldorfskiej i niektórych malarzy skandynawskich. Eligiusz Niewiadomski określił go mistrzem licznych pokoleń pejzażystów.